# Гонсало Фернандес де Траба
Гонсало Фернандес де Траба (исп. Gonzalo Fernández de Traba; ? — 1160) — галисийский магнат и глава дома Траба (1155—1160). Старший сын и преемник Фернандо Переса де Трабы от его жены Санчи Гонсалес.

## Биография
К 1 августа 1150 года Гонсало женился на некой Эльвире Родригес, женщине неизвестного происхождения, с которой в тот день он пожертвовал свою часть Сан-Хулиан-де-Эзебрейро цистерцианскому монастырю Монферо. К 12 января 1156 года он был повторно женат на Беренгуэле Родригес, дочери Родриго Веласа и Урраки Альвареса и сестре Альваро Родригеса, таким образом, связав себя браком с семьей Вела. Его сыновьями от первой жены были Фернандо, Гомес и Родриго. Он также имел двух дочерей от своей первой жены: Урраку, которая вышла замуж за Фройлу Рамиреса, и Альдонсу, которая вышла замуж за Лопе Диаса I де Аро.
Гонсало носил титул графа, относящийся к самому высокому рангу в королевстве, к 4 февраля 1155 года, когда он подписал королевскую хартию в Вальядолиде как comes Gundisaluus. Поскольку его отец никогда не упоминается в королевских документах после 8 ноября 1154 года, вполне вероятно, что он умер и его сын был назван графом в качестве его преемника. Эта схема осложняется двумя грамотами о пожертвовании, датированными 1 июля 1155 года Фернандо и его братом Бермудо монастырю, основанному ими в Собрадо. Если бы эти хартии были подлинными, они отодвинули бы дату его смерти на полгода назад и показали бы, что Гонсало занимал должность графа еще при жизни своего отца.
Хотя Гонсало впервые упоминается в документе от 1 августа 1140 года, его общественная жизнь началась со смерти его отца и принятия титула графа. К декабрю 1155 года ему было доверено управление феодом Трастамара. Последний раз он правил там в январе 1159 года. К февралю 1156 года он был наделен tenencia (феоды) Аранга и Траба, которыми он управлял до самой своей смерти. Трастамара и Траба, хотя и не были родовыми землями, были королевскими территориями, обычно вверенными членам семьи Траба. В феврале 1160 года важный феод Монтерросо был присоединен к владениям Гонсало, хотя есть некоторые свидетельства, что он владел им еще в 1157 году. В грамоте, датированной 1152 годом, он упоминается как tenente Монтерросо, но далее он называет Фердинанда II Леонского (1157—1188) правящим монархом.
Вероятно, 16 сентября 1159 года Гонсало Фернандес де Траба пришел к соглашению с архиепископом Сантьяго Мартином Мартинесом и канониками собора Сантьяго относительно юрисдикции в Монтаосе. 27 октября 1159 года Гонсало сделал пожертвование важному бенедиктинскому монастырю в Хубии в Галисии. Последний раз он упоминается живым в документе от 9 сентября 1160 года, а в другом документе от 18 ноября прямо говорится о его смерти.